# 본럭 버스
본럭 버스(영어: Bonluck Bus)는 중국 장시성 난창시에 본사를 둔 버스 제조업체로, 중국항천집단의 자회사이다.

## 갤러리

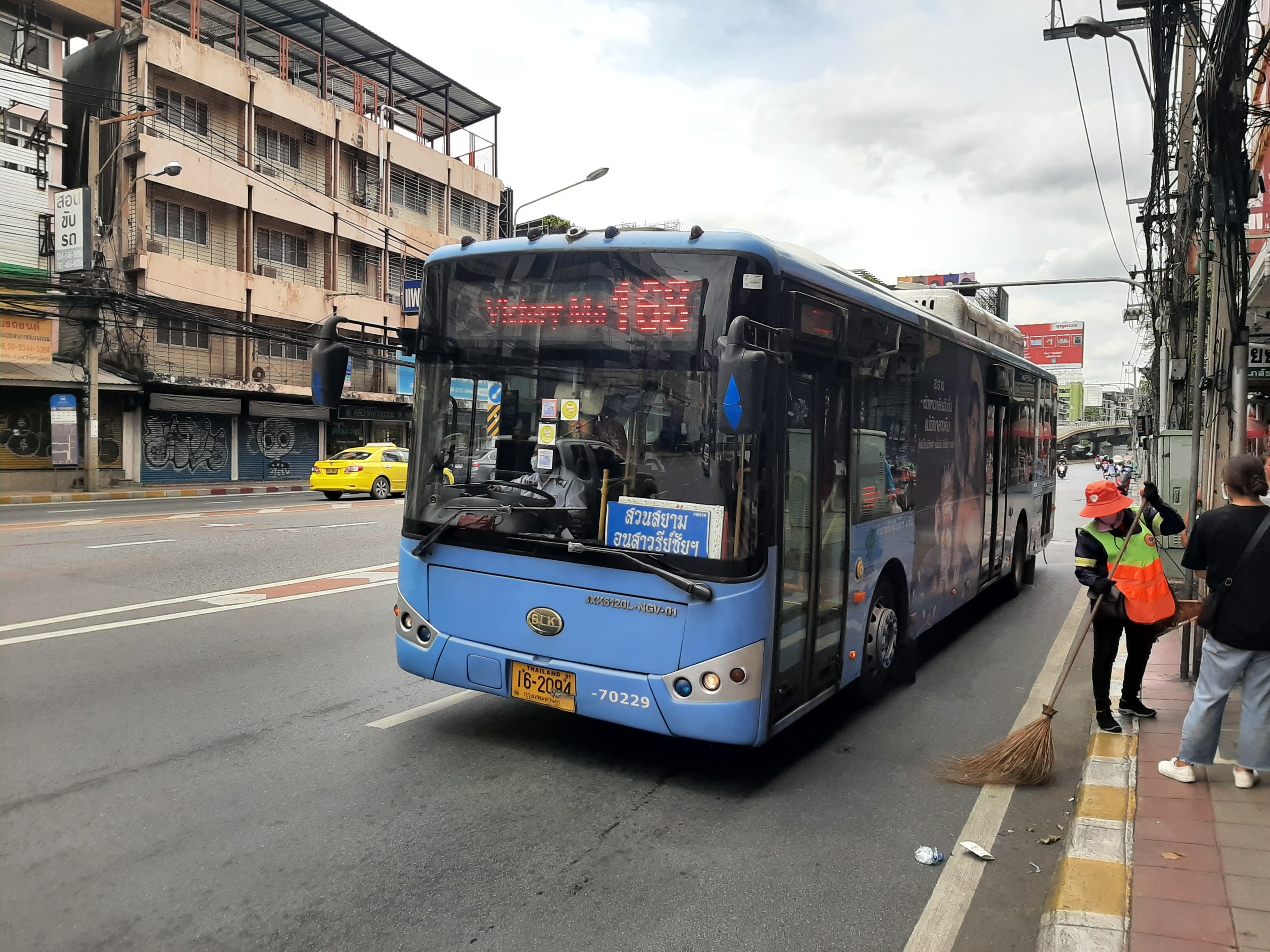
본럭 JXK6120L-NGV-01 (BMTA)
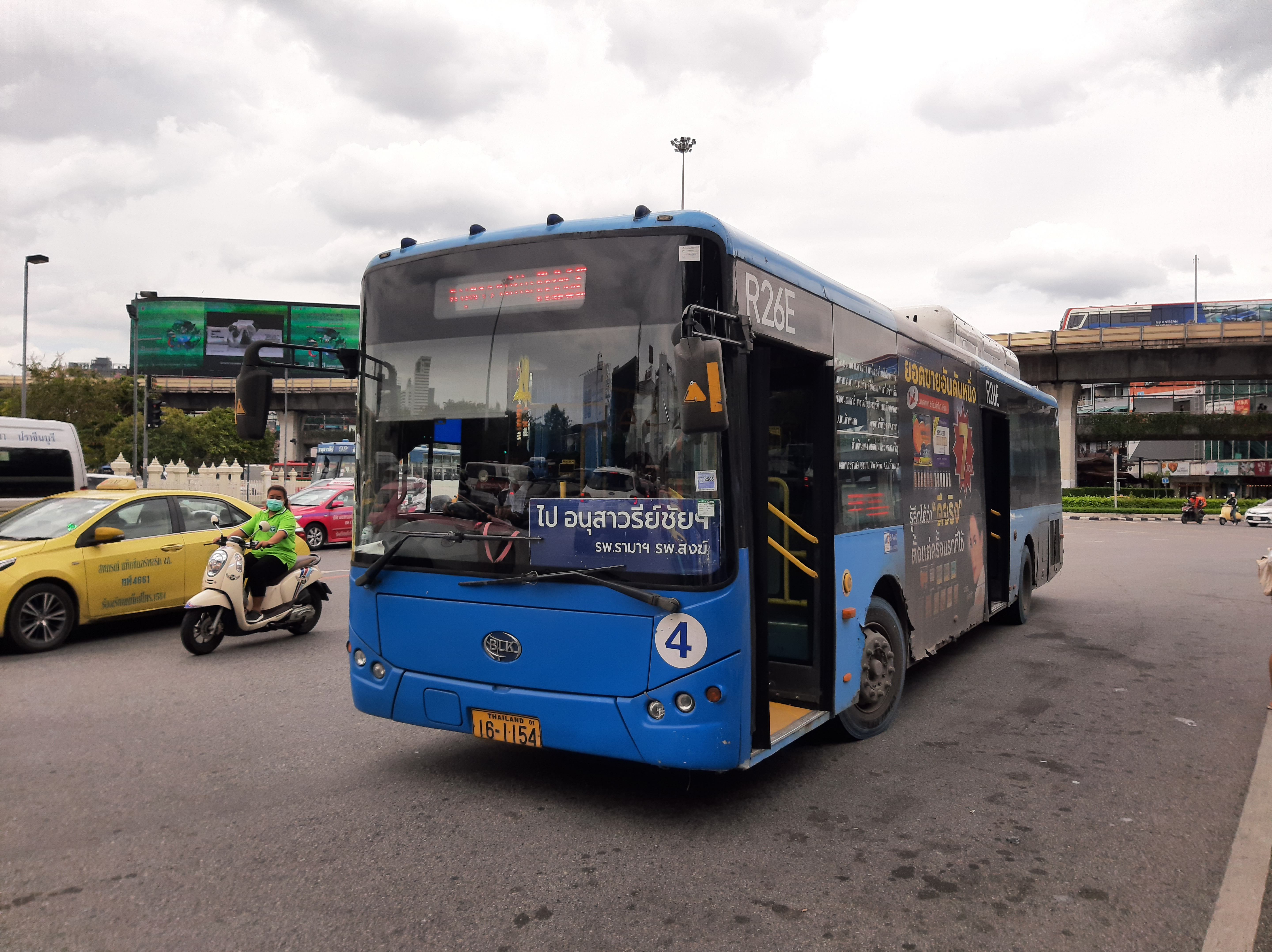
본럭 JXK6120L-NGV-01
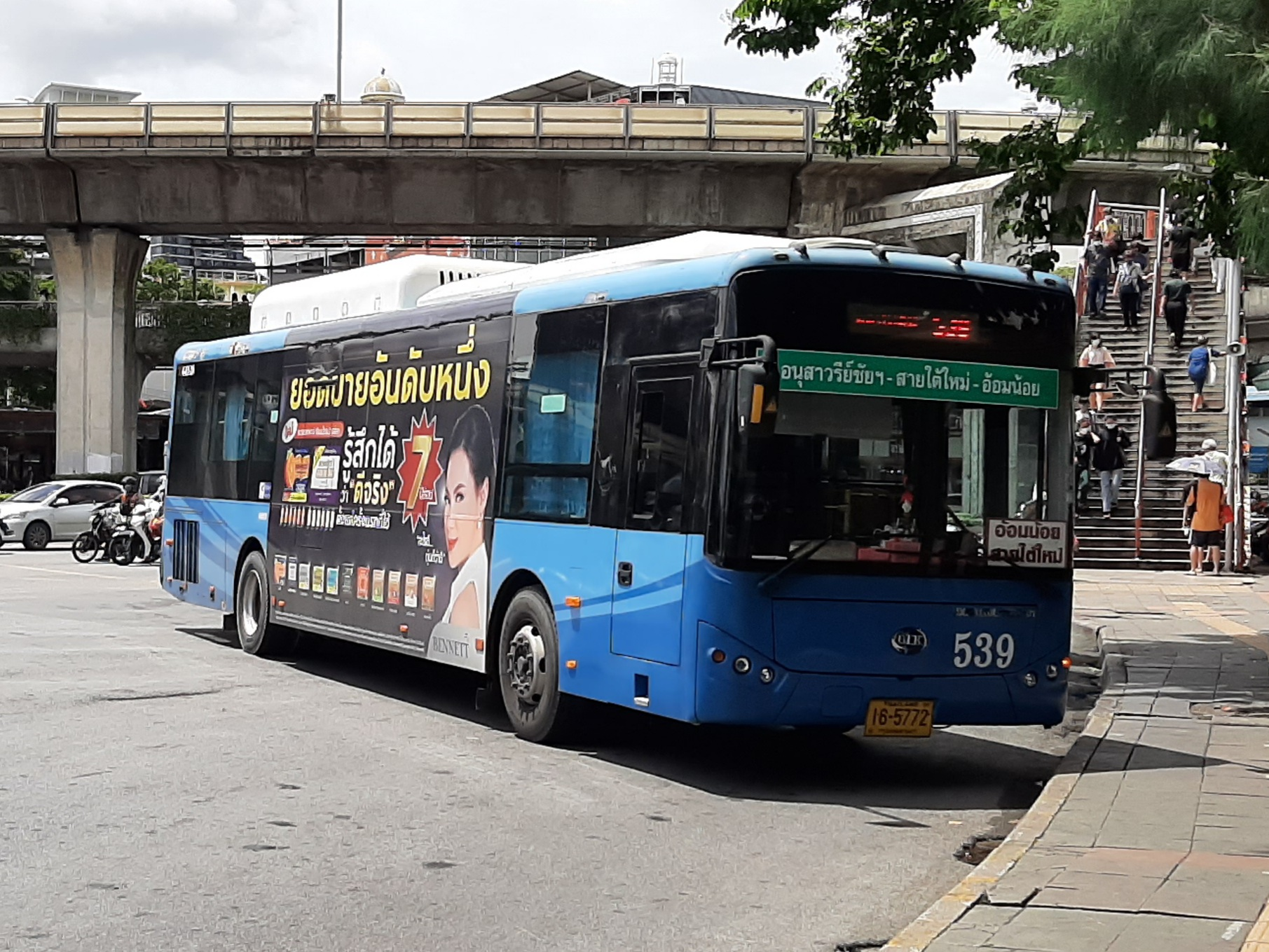
본럭 JXK6120L-NGV-01